# Mòng biển
Từ hải âu trong tiếng Việt không trùng toàn bộ với họ này mà được coi là bộ Procellariiformes.
Từ mòng còn được dùng để chỉ các loài mòng két (một bộ phận của họ Vịt) hay ruồi trâu (họ Tabanidae).

Mòng biển, mòng bể, mòng hay hải âu (phiên âm từ tiếng Trung: 海鸥, phiên dịch từ tiếng Nga: чайка) là một nhóm gồm các loài chim biển thuộc họ Mòng biển (Laridae). Họ này có họ hàng gần gũi với Họ Nhàn (Sternidae), Họ Chim anca (Alcidae), Họ Xúc cá (Rynchopidae), và là họ hàng xa của các loài chim lội. Phần lớn mòng biển thuộc về chi lớn là Larus.
Nói chung, chúng là các loài chim có kích thước từ trung bình tới lớn, thường có màu xám hay trắng, với các đốm đen trên đầu hay cánh. Chúng có mỏ dài và khỏe, chân có màng bơi.
Phần lớn mòng bể, cụ thể là chi Larus, là các loài chim ăn thịt làm tổ trên mặt đất, chúng ăn thịt sống hay xác chết tùy theo cơ hội. Các loại thịt sống bao gồm các loài cua và cá nhỏ. Ngoại trừ mòng biển xira, các loài mòng biển khác thông thường là các loài sống ven biển, đôi khi chúng có thể sinh sống tốt trong đất liền, ít khi bay xa ra ngoài khơi. Các loài lớn cần tới bốn năm để có được bộ lông của chim trưởng thành, nhưng các loài mòng biển nhỏ chỉ mất hai năm.
Mòng biển — cụ thể là các loài lớn — là các loài chim có tài xoay xở và có trí thông minh cao, có thể thể hiện các phương thức liên lạc phức tạp và có cấu trúc xã hội phát triển cao. Một số loài (chẳng hạn như mòng biển cá trích châu Âu) biểu hiện hành vi sử dụng công cụ. Nhiều loài mòng biển đã được dạy thành công để cùng sống với con người và có sự phát triển tốt khi sống trong môi trường sống có con người. Các loài khác dựa trên việc cướp mồi của chim khác để có thức ăn.
Tại Hoa Kỳ, hai thuật ngữ được sử dụng khá phổ biến trong số những người say mê mòng biển trong việc sắp xếp, phân nhóm mòng biển:
- Mòng biển lớn đầu trắng cho 16 loài mòng biển giống như ngân âu từ mòng biển lưng đen lớn tới mòng biển lưng đen nhỏ trong danh sách phân loại dưới đây.
- Mòng biển cánh trắng cho 2 loài sinh sống ở gần Bắc cực là mòng biển Iceland và mòng biển xanh xám.

Việc lai ghép giữa các loài mòng biển diễn ra khá thường xuyên, mặc dù mức độ lai ghép này phụ thuộc theo từng loài (xem lai ghép ở mòng biển). Vì thế, việc phân loại các loại mòng biển lớn đầu trắng là rất phức tạp.

## Các loài
Hiệp hội các nhà điểu học Hoa Kỳ coi Sternidae, Stercorariidae, và Rhynchopidae là các phân họ của Laridae.

#### Họ Laridae
- Chi Larus (Chi Mòng biển)

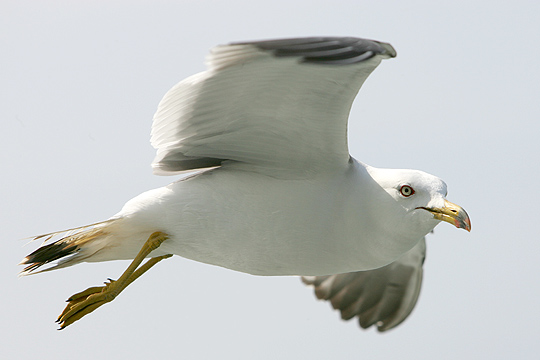
Mòng biển đuôi đen đang bay.

- Larus pacificus - Mòng biển Thái Bình Dương
- Larus belcheri - Mòng biển Belcher
- Larus atlanticus - Mòng biển Olrog
- Larus crassirostris - Mòng biển đuôi đen
- Larus heermanni - Mòng biển Heermann
- Larus canus - Mòng biển thông thường hay mòng biển đầu trắng, mòng biển Mew, mòng biển Viễn Đông
- Larus delawarensis - Mòng biển mỏ vòng
- Larus californicus - Mòng biển California
- Larus marinus - Mòng biển lớn lưng đen
- Larus dominicanus - Mòng biển tảo bẹ
- Larus glaucescens - Mòng biển cánh xanh xám
- Larus occidentalis - Mòng biển phương tây
- Larus livens - Mòng biển bàn chân vàng
- Larus hyperboreus - Mòng biển xanh xám
- Larus glaucoides - Mòng biển Iceland
- Larus thayeri - Mòng biển Thayer
- Larus argentatus - Mòng biển cá trích châu Âu
- Larus heuglini - Mòng biển chân vàng hay mòng biển Heuglin
- Larus smithsonianus - Mòng biển cá trích châu Mỹ
- Larus michahellis - Mòng biển chân vàng

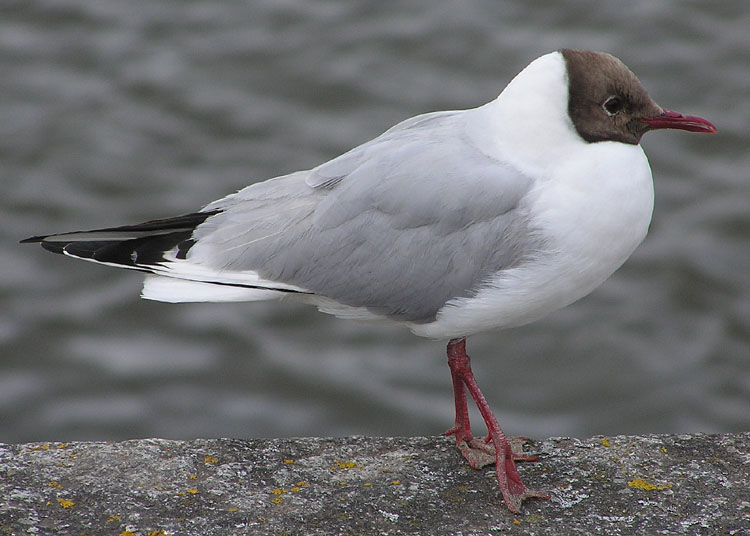
Mòng biển đầu đen là một loài mòng biển nhỏ.

- Larus cachinnans - Mòng biển Caspi
- Larus vegae - Mòng biển Vega hay mòng biển cá trích Đông Siberi
- Larus armenicus - Mòng biển Armenia
- Larus schistisagus - Mòng biển lưng đá phiến
- Larus fuscus - Mòng biển nhỏ lưng đen

- Chi Rissa

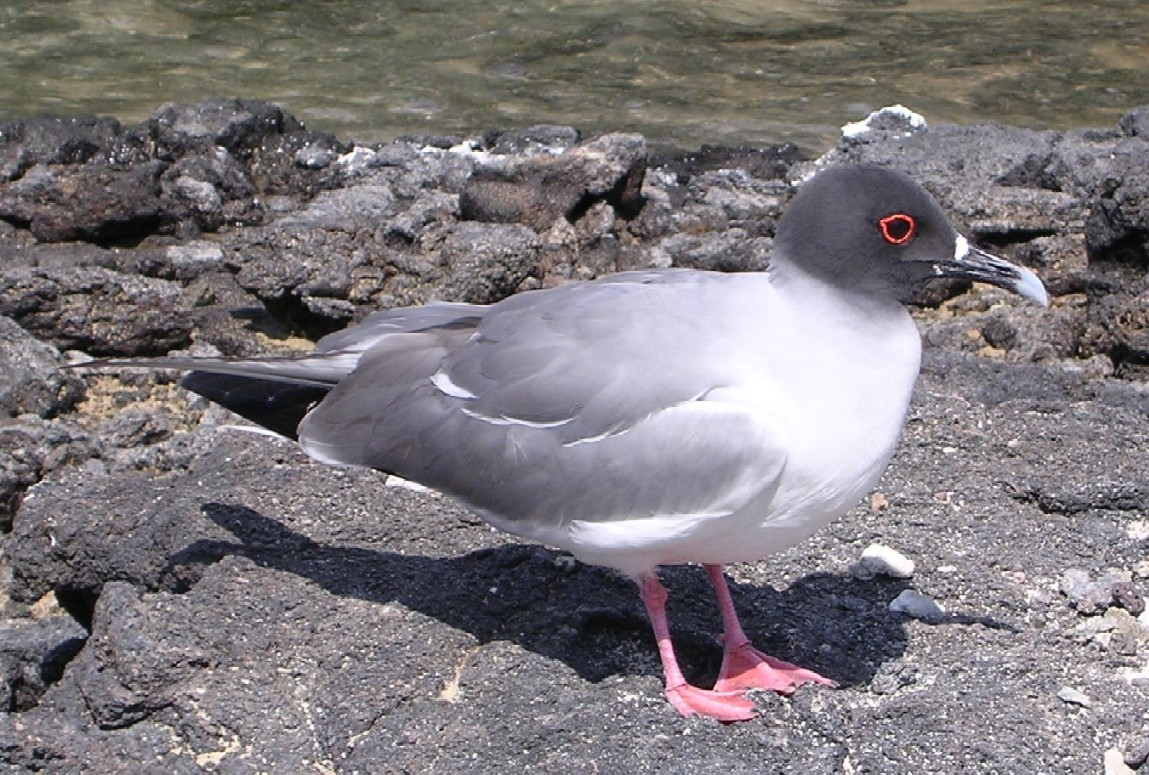
Mòng biển đuôi nhạn, sinh sống đặc hữu trên quần đảo Galápagos.

- Rissa tridactyla - Mòng biển xira chân đen
- Rissa brevirostris - Mòng biển xira chân đỏ

- Chi Pagophila

- Pagophila eburnea - Mòng biển trắng ngà

- Chi Rhodostethia

- Rhodostethia rosea - Mòng biển Ross

- Chi Xema (Mòng biển Sabine)

- Xema sabini - Mòng biển Sabine

- Chi Creagrus

- Creagrus furcatus - Mòng biển đuôi nhạn

- Chi Ichthyaetus

- Ichthyaetus leucophthalmus - Mòng biển mắt trắng
- Ichthyaetus hemprichii - Mòng biển đen
- Ichthyaetus ichthyaetus - Mòng biển lớn đầu đen
- Ichthyaetus audouinii - Mòng biển Audouin
- Ichthyaetus melanocephalus - Mòng biển Địa Trung Hải
- Ichthyaetus relictus - Mòng biển Relict

- Chi Leucophaeus

- Leucophaeus scoresbii - Mòng biển cá heo
- Leucophaeus atricilla - Mòng biển cười
- Leucophaeus pipixcan - Mòng biển Franklin
- Leucophaeus fuliginosus - Mòng biển dung nham
- Leucophaeus modestus - Mòng biển xám

- Chi Chroicocephalus

- Chroicocephalus novaehollandiae - Mòng biển bạc
- Chroicocephalus scopulinus - Mòng biển mỏ đỏ
- Chroicocephalus hartlaubii - Mòng biển Hartlaub
- Chroicocephalus maculipennis - Mòng biển mào nâu
- Chroicocephalus cirrocephalus - Mòng biển đầu xám
- Chroicocephalus serranus - Mòng biển Andes
- Chroicocephalus bulleri - Mòng biển mỏ đen
- Chroicocephalus brunnicephalus - Mòng biển đầu nâu
- Chroicocephalus ridibundus - Mòng biển đầu đen hay mòng bể
- Chroicocephalus genei - Mòng biển mỏ mảnh
- Chroicocephalus philadelphia - Mòng biển Bonaparte

- Chi Saundersilarus (Mòng biển mỏ ngắn)

- Saundersilarus saundersi - Mòng biển mỏ ngắn hay mòng biển Saunders

- Chi Hydrocoloeus

- Hydrocoloeus minutus - Mòng biển nhỏ

## Trong văn hóa

Biểu tượng hải âu trắng

Mòng biển hay hải âu (Seagull) được biết đến như loài chim báo bão, gắn liền với hình ảnh biển cả, tàu bè, cảng biển qua những chú hải âu trắng bay mòng mòng. Trong văn học có tác phẩm Chú hải âu Jonathan Livingston của Richard Bach kể về một chú hải âu đã dám bỏ lại sự tầm thường và bay thật cao. Chú hải âu chán nản với cuộc sống, tự khích lệ bản thân, học hỏi những kỹ năng bay lượn cho đến khi miễn cưỡng rời khỏi bầy. Một ngày nọ, Jonathan đã gặp được hai con hải âu đã đưa nó đến "con đường tồn tại cao hơn", nơi nó gặp những con hải âu khác yêu thích bay lượn. Jonathan đã kết bạn với một con hải âu thông minh tên Chiang. Con vật này đã dạy nó bí quyết của sự thành công: "Hãy bắt đầu bằng cách nhận ra mình đã tới đích".

## Hình ảnh

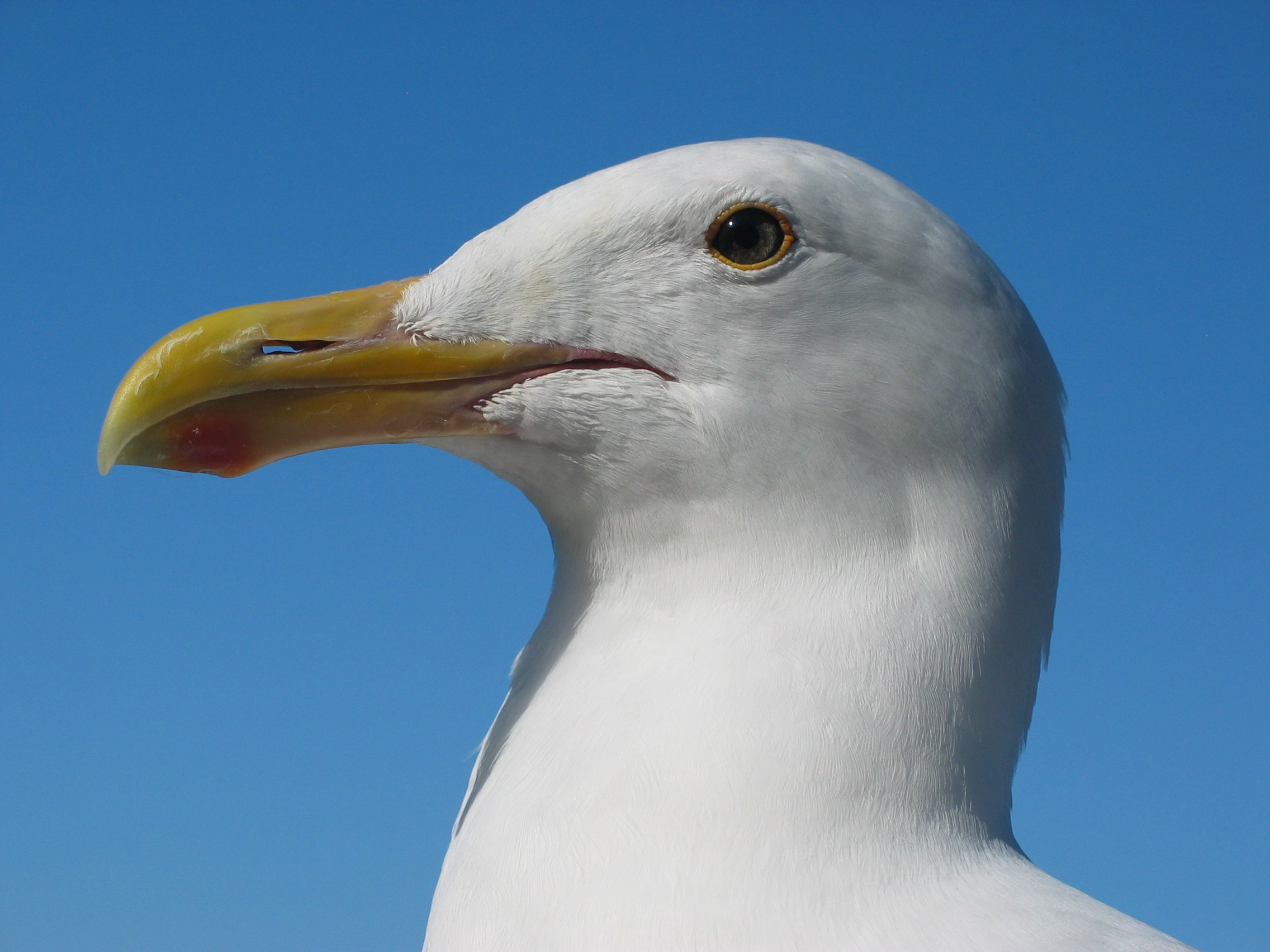
Mòng biển phương tây, chỉ tìm thấy dọc theo bờ biển phía tây Bắc Mỹ.
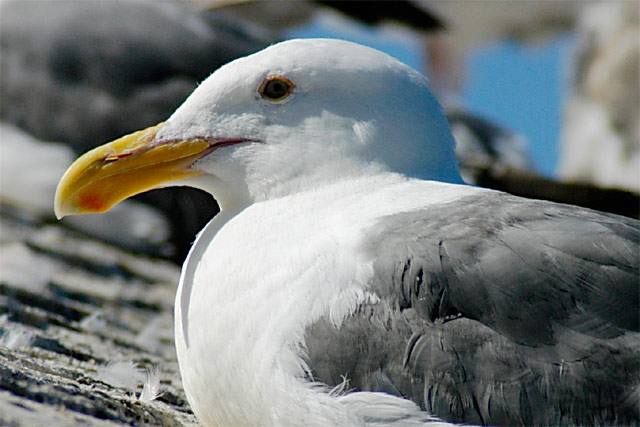
Mòng biển phương tây
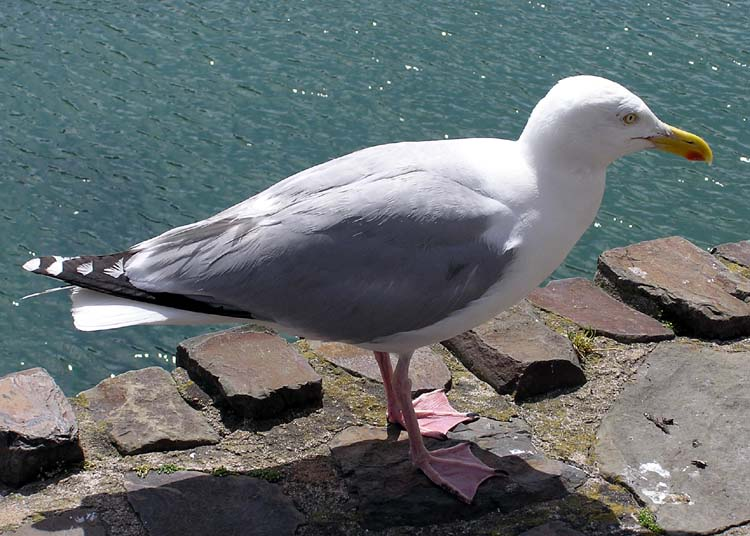
Mòng biển cá trích châu Âu trên bờ biển North Devon, Anh
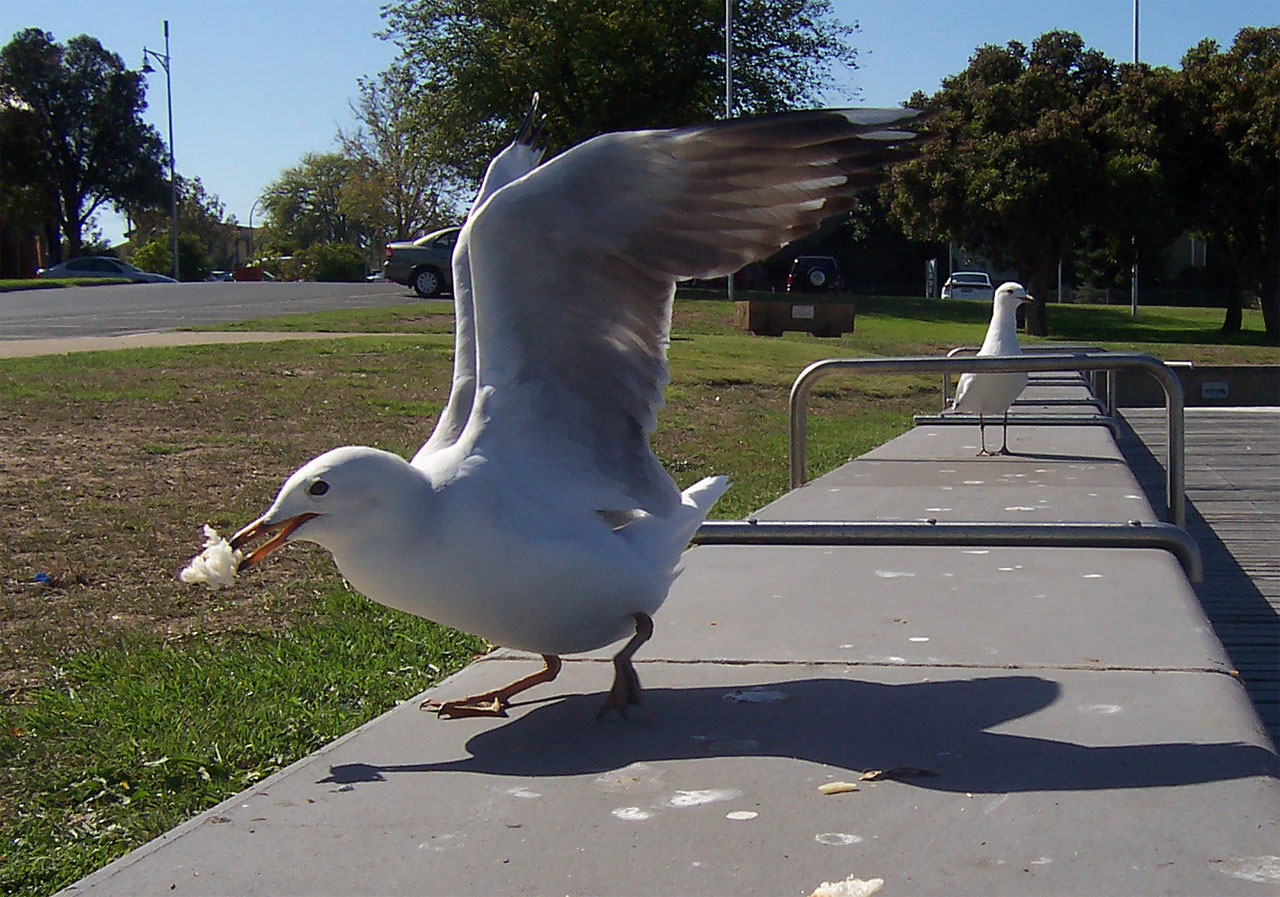
Mòng biển bạc tại Sale, Australia
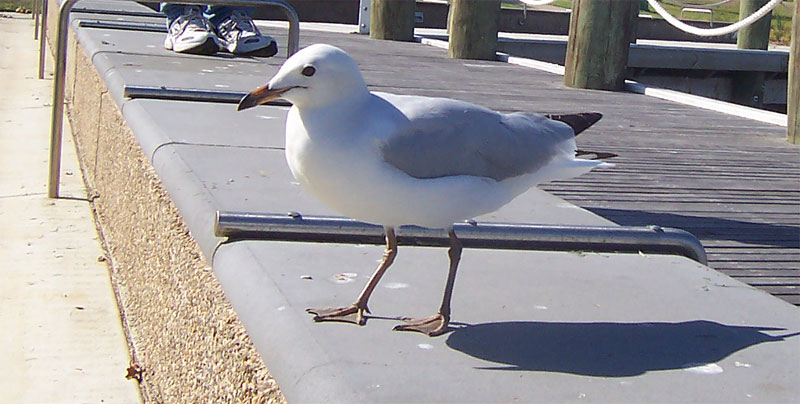
Mòng biển bạc tại Sale, Australia
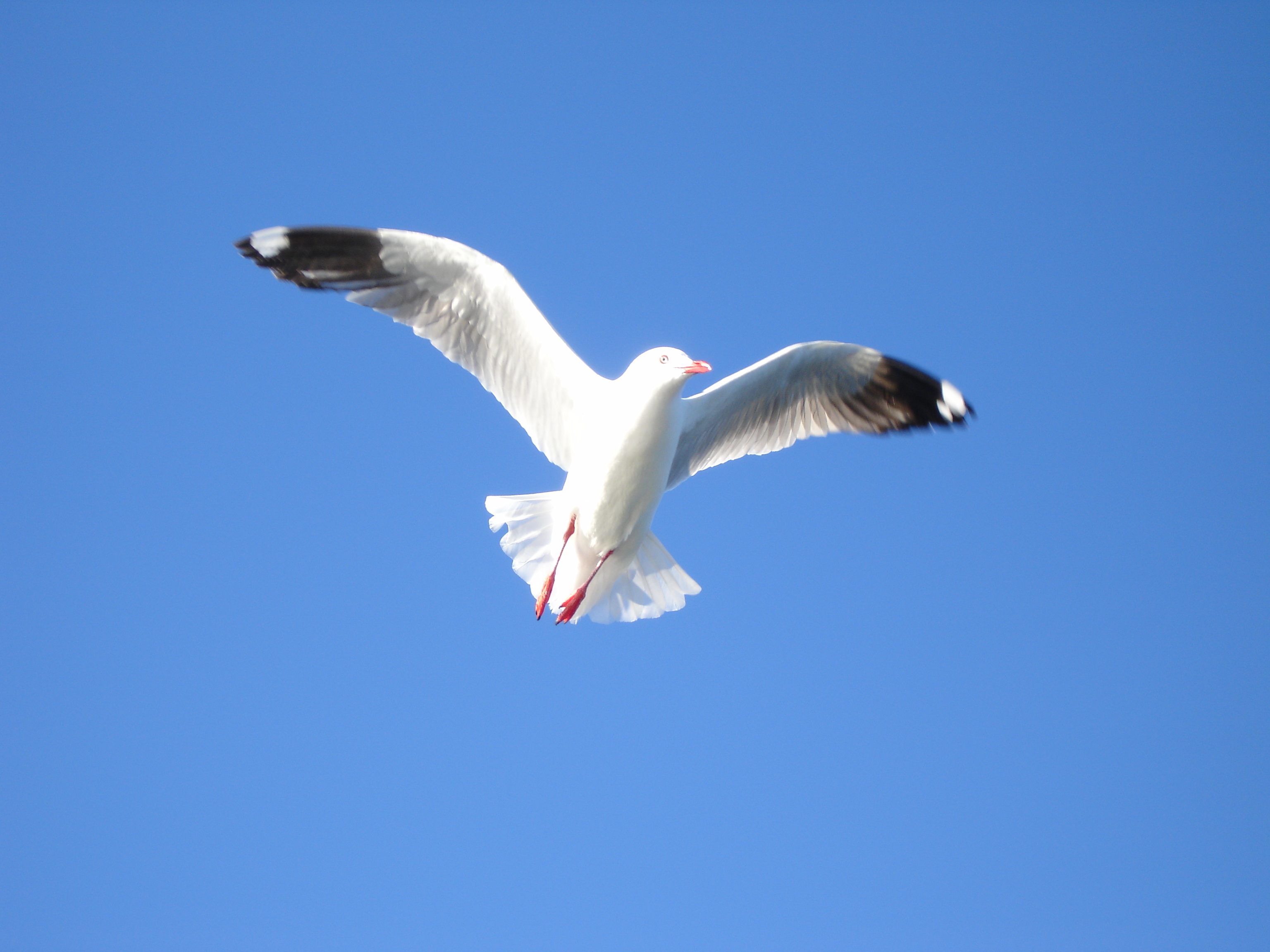
Mòng biển bạc tại vịnh Rose, Australia
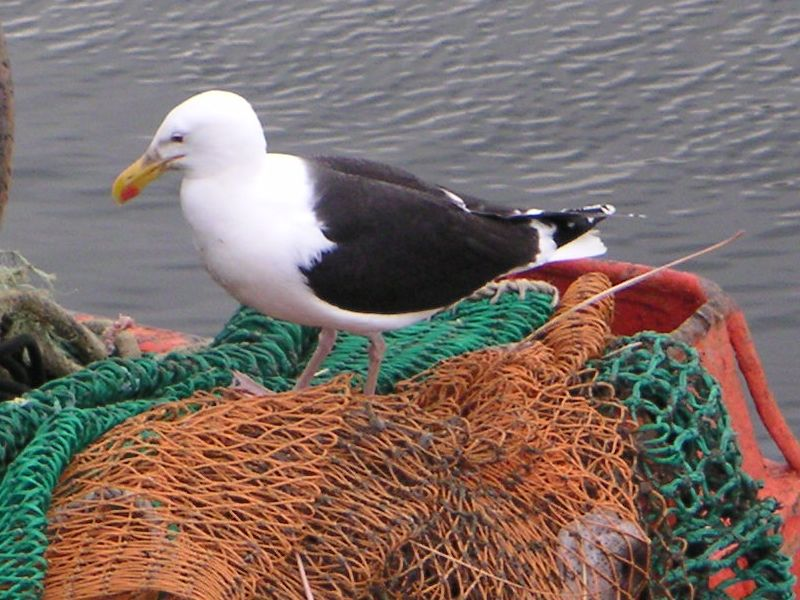
Mòng biển lớn lưng đen, Stornoway, Hebrides.
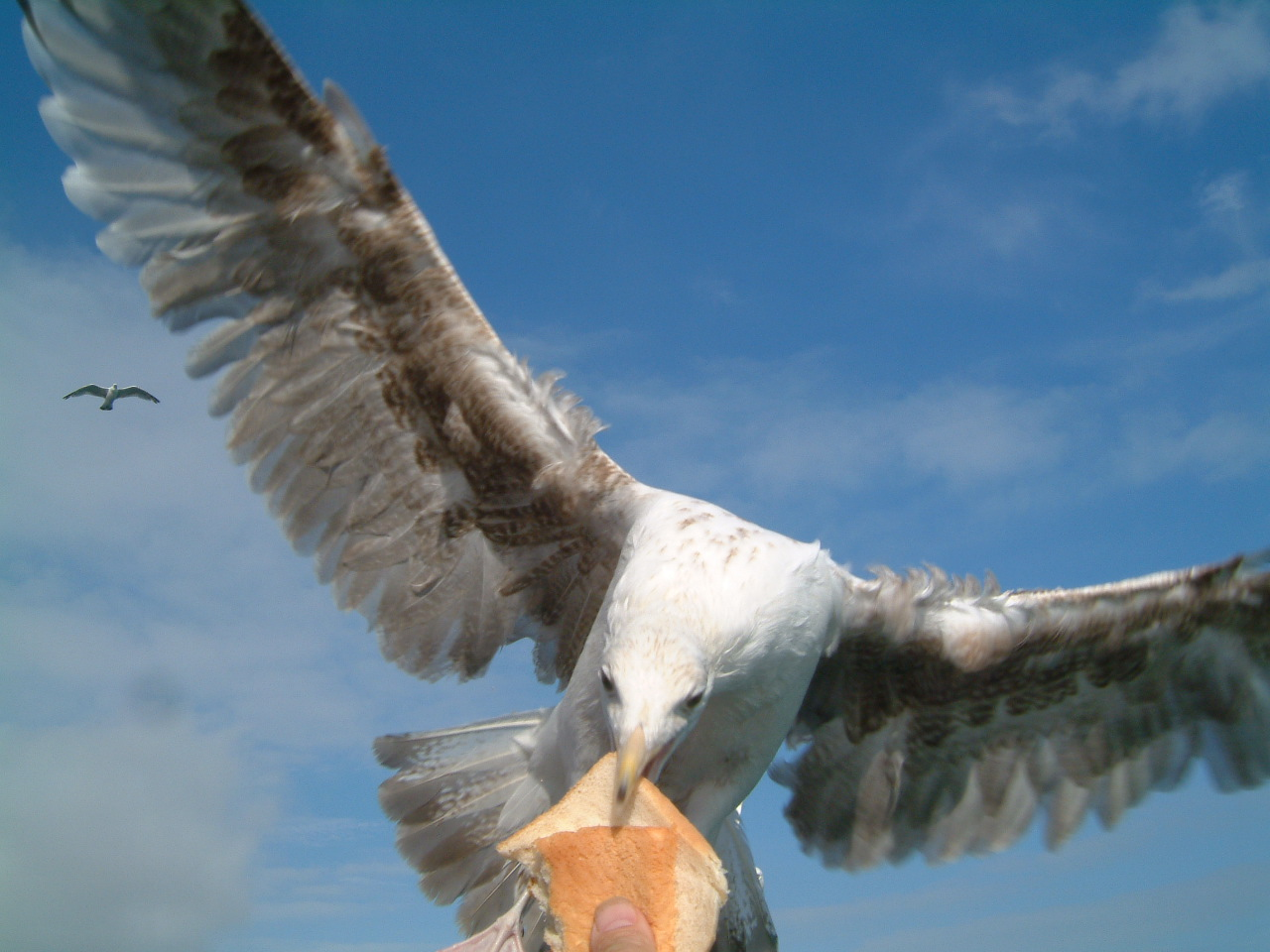
Mòng biển ăn bánh mì do người thả
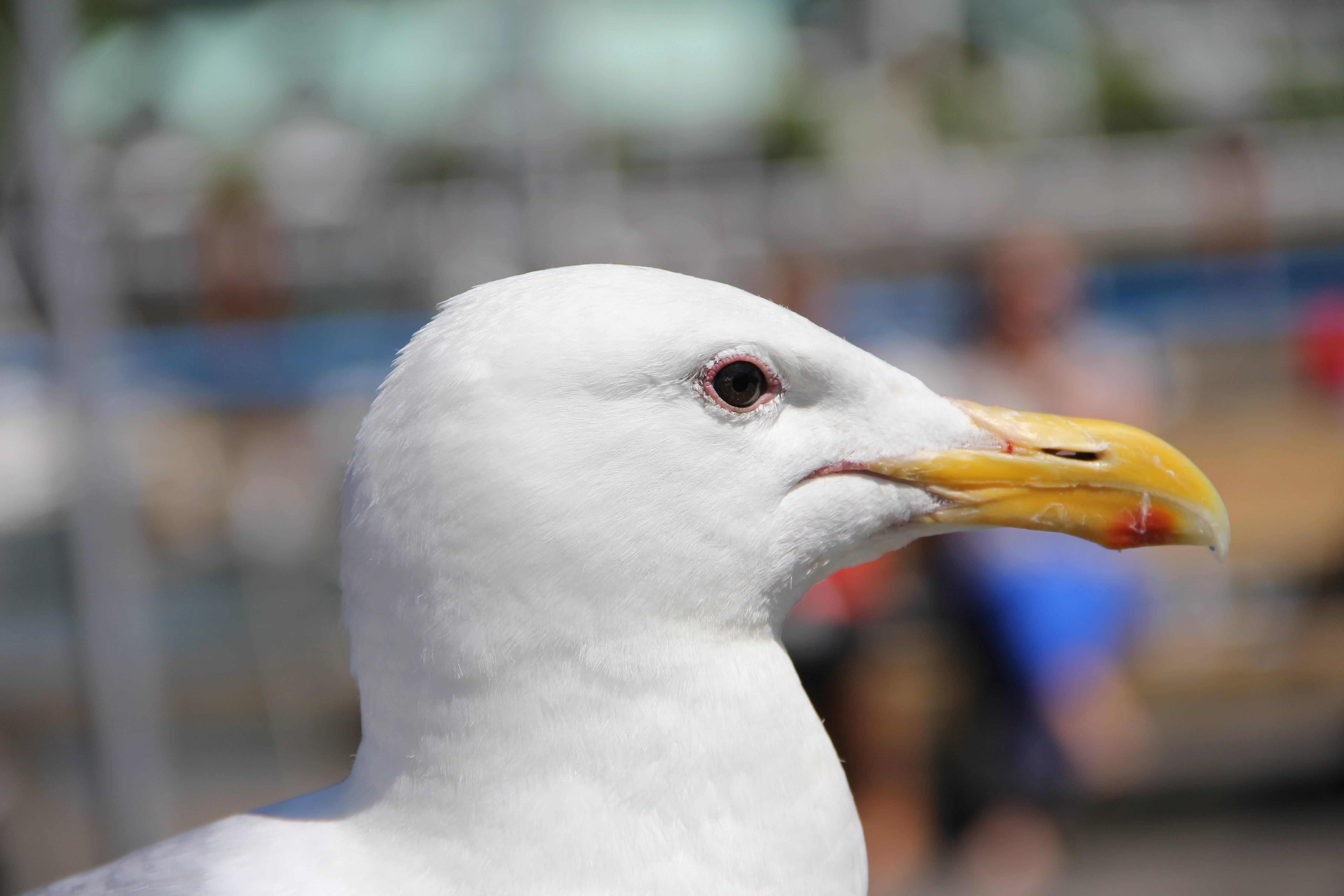

## Lưu ý
1. ↑  Trong phân loại học, các nhà điểu học Việt Nam coi bộ Procellariiformes mới là hải âu, cụ thể xem bài đó.
2. ↑  9 Bí quyết Thành công của Triệu phú, Vikas Malkani, người dịch: Thành Khang-Phương Thúy, Nhà xuất bản Thanh Hóa, Thanh Hóa, năm 2015, trang 65